# Kisikove anorganske spojine
Kisik je nekovina, ki tvori ogromno spojin, zato na spodnjem seznamu ni podanih hidroksidov, karbonatov, kislin...

## Seznam

### A
- Aluminijev oksid-Al2O3,
- Americijev(II) oksid-AmO,
- Americijev(IV) oksid-AmO2,
- Antimonov trioksid-Sb2O3,
- Antimonov(V) oksid-Sb2O5,
- Arzenov trioksid-As2O3,
- Arzenov(V) oksid-As2O5,

### B
- Bakrov(I) oksid-Cu2O,
- Bakrov(II) oksid-CuO
- Barijev oksid-BaO,
- Berilijev oksid-BeO,
- Bizmutov kisikoklorid-BiOCl,
- Bizmutov(III) oksid-Bi2O3,
- Borov oksid-B2O3,
- Bromov monoksid-Br2O,

### C
- Cerijev(IV) oksid-CeO2,

### D
- Dikisikov difluorid-O2F2,
- Diklorov heptaoksid-Cl2O7,
- Diklorov monoksid-Cl2O,
- Disprozijev(III) oksid-Dy2O3,

### E
- Erbijev(III) oksid-Er2O3,
- Evropijev(III) oksid-Eu2O3,

### F
- Francijev oksid-Fr2O,

### G
- Gadolinijev(III) oksid-Gd2O3,
- Galijev oksid-Ga2O3,
- Germanijev dioksid-GeO2,

### H
- Hafnijev dioksid-HfO2,
- Holmijev(III) oksid-Ho2O3,

### I
- Indijev(I) oksid-In2O,
- Indijev(III) oksid-In2O3,
- Iridijev(IV) oksid-IrO2,

### J
- Jodov pentoksid-I2O5,

### K
- Kalijev oksid-K2O,
- Kirijev(III) oksid-Cm2O3,
- Kirijev(IV) oksid-CmO2,
- Kisikov difluorid-OF2,
- Klorov dioksid-ClO2,
- Klorov trioksid-ClO3,
- Kobaltov(II) oksid-CoO
- Kromov(III) oksid-Cr2O3,
- Kromov(IV) oksid-CrO2,
- Kromov(VI) oksid-CrO3,

### L
- Lantanov(III) oksid-La2O3,
- Litijev oksid-Li2O,

### M
- Magnezijev oksid-MgO,

### N
- Natrijev oksid-Na2O,

### O
- Ogljikov dioksid-CO2,
- Ogljikov monoksid-CO,

### R
- Rubidijev oksid-Rb2O,

### S
- Stroncijev oksid-SrO,
- Svinčev dioksid-PbO2,
- Svinčev(II) oksid-PbO,

### T
- Telurjev dioksid-TeO2,

### U
- Uranov dioksid-UO2,

### Z
- Zlatov(III) oksid-Au2O3,

### Ž
- Železov(II) oksid-FeO,
- Železov(II,III) oksid-Fe3O4,
- Železov(III) oksid-Fe2O3,